# Protonaveta
Eine Protonaveta (spanisch auch sepulcro de triple paramento, katalanisch sepulcre de triple parament; etwa „dreiwandiges Grabmal“) ist ein bronzezeitlicher Grabbau, der ausschließlich auf der zu Spanien gehörenden Balearischen Insel Menorca vorkommt. Die Protonaveta stellt das Bindeglied zwischen dem Dolmen und der Naveta dar.

## Beschreibung
Protonavetas ähneln den älteren Dolmen, sind aber deutlich größer und weisen charakteristische Merkmale auf, die sie von Dolmen unterscheiden. Sie besitzen eine runde äußere Wand aus großen Steinblöcken und im Inneren eine ovale Kammer. Zwischen der inneren und äußeren befindet sich eine dritte Wand. Der Raum zwischen diesen Wänden ist mit kleinen Steinen gefüllt. In die Kammer gelangt man durch einen kurzen Gang und eine kleine Öffnung, die seitlich von zwei Pfosten gebildet wird und einen Schwellenstein aufweist. Die Konstruktion war – wie die Dolmen, aber anders als die späteren Navetas – mit Erde bedeckt, so dass ein halbkugelförmiger Hügel gebildet wurde.

## Funktion
Protonavetas dienten der Kollektivbestattung. Der Zeitraum ihrer Nutzung beträgt etwa 400 Jahre zwischen 1700 v. Chr. und 1300 v. Chr. In der Protonaveta von Son Olivaret fand man die Skelette von mindestens 128 Individuen. Über die Bestattungsrituale ist relativ wenig bekannt. Die Körper der Verstorbenen wurden mit dem Kopf voran in der Kammer abgelegt. Bedeckt waren sie von einer Art Leichentuch oder von Kleidung, die durch in großer Zahl gefundene V-förmig durchbohrte Knochenknöpfe zusammengehalten wurde. Nach der Skelettierung wurden die Schädel tiefer in die Kammer gerollt und die großen Knochen an die Seite geschoben, um Platz für weitere Leichname zu schaffen.

## Fundorte
Die Entdeckung der Protonaveta datiert auf das erste Jahrzehnt des 21. Jahrhunderts, als Grabungen in Ses Arenes de Baix und Son Olivaret durchgeführt wurden. Anschließend wurden auch die schon bekannten Grabbauten Son Ermità, Ferragut Nou, Son Salomó, Rafal des Capitá und Bellver Nou als Protonavetas identifiziert.